# Immer auf die Kleinen
Immer auf die Kleinen (Smorgasbord) ist eine US-amerikanische Filmkomödie von Jerry Lewis aus dem Jahre 1983.

## Handlung
Warren Nefron ist ein echter Unglücksvogel. Er wird geradezu vom Pech verfolgt und tritt in jedes nur erdenkliche Fettnäpfchen. Aus lauter Verzweiflung versucht er sich mehrmals ins Jenseits zu befördern, was jedoch immer schiefgeht. Er begibt sich daraufhin in psychiatrische Behandlung.
Dort erzählt er Dr. Jonas Pletchick von seiner Jugend, seiner Arbeit und von seiner Familie, in der die Tollpatschigkeit geradezu beheimatet zu sein scheint. Der Psychiater überweist ihn an Dr. Grass Nova Perks, eine Londoner Kapazität auf diesem Gebiet. Warren bucht den Flug bei einer Billigfluglinie, deren Flugzeug sich als Schrotthaufen herausstellt. Er muss sich nach einer Explosion mit einem Fallschirm über einer winterlichen Einöde retten, wo er auf einen Einsiedler trifft, der sich als Dr. Perks zu erkennen gibt. Zu einer Behandlung kommt es hingegen nicht, da Warren eine Lawine auslöst, die beide ins Spital befördert.
Nach unzähligen Therapiestunden beschließt Dr. Pletchick die Methode der Hypnose einzusetzen. Das Vorhaben gelingt. Sobald das Wort Smorgasbord fällt, wird aus Warren ein Erfolgsmensch. Indes verursacht Dr. Pletchick ein Verkehrschaos und muss entsetzt feststellen, dass nun er der Tölpel ist.

## Kritiken
Das Lexikon des internationalen Films sah „viel holprig inszenierten Klamauk“ aber nur wenig gelungene Szenen. Donald Guarisco bewertete die Gags als Versatzstücke an einem extrem dünnen Drehbuch. Daher lebe und sterbe der Film mit ihnen, und sie brächten wenige Lacher. Lediglich die Titelsequenz sei ganz witzig. Als Darsteller sei Lewis ganz gut, aber seine Arbeit als Regisseur sei überraschend flach. Man solle diesen Film am besten den echten Lewisfans überlassen, und selbst die würden ihn vermutlich nicht sonderlich gut finden. Laut Eleanor Mannikka war der Film in Frankreich aber erfolgreich.

## Hintergrund
Für Hauptdarsteller Jerry Lewis war es die zwölfte und letzte eigene Regiearbeit für die große Leinwand und nach Zu heiß gebadet, Der Bürotrottel, Der verrückte Professor, Die Heulboje, Das Familienjuwel und Ein Froschmann an der Angel die siebte und letzte Zusammenarbeit mit Drehbuchautor Bill Richmond.
Der Film kam 1983 in die bundesdeutschen Lichtspielhäuser. In dieser bis heute gebräuchlichen Synchronfassung erhielt Jerry Lewis die Stimme von Horst Gentzen.